# Olivie Žižková
Olivie Žižková, rozená Olga Herzánová (* 30. dubna 1975 Náchod), je česká zpěvačka.

## Život
Od osmi let se věnovala zpěvu v lidové škole umění, vyučila se kuchařkou na učilišti v Hradci Králové a účinkovala v ochotnickém divadle.
Po vyučení v roce 1994 se jí narodil syn Petr. Od té doby zpívala po barech na Náchodsku a okolí. V roce 2001 vyhrála pěveckou televizní soutěž Caruso show a stala se královnou této soutěže, kam byla nominována porotou mezi 10 nejlepších zpěváků roku. Při natáčení TV pořadu „Začínáme“ se seznámila s bubeníkem Janem Žižkou, za kterým se odstěhovala do Prahy a krátce na to se za něj provdala. Kromě příjmení si úředně nechala změnit i jméno Olga, které neměla ráda, na Olivie, které jí vybral manžel.
Na svatbě jim byla za svědka slovenská zpěvačka Dara Rolins, která byla od dětství jejím vzorem a se kterou ji seznámil manžel. Olivie Žižková pak účinkovala jako sboristka na turné Dary Rolins „Whats My Name“ a později vystupovala s jejími písněmi jako „Darinka Rolincová REVIVAL“. V roce 2005 jí Petr Janda a jeho vydavatelství „Best I.A.“ vydal rockový singl „Holka s mašlí“. V letech 2010–2013 spolupracovala s hercem malé postavy Jiřím Krytinářem na několika pořadech, např. na divadení pohádce, zpívaném pořadu pro děti a zájezdovém show „Dívám se vzhůru“. V roce 2011 natočila a vydala liturgické CD „Blíž k Tobě…“.
S manželem se věnují americké country music převážně s českými texty, ke kterým si hudbu píše většinou sama. Mezi další pořady patří „Osmdesátky“, „Čtvrt století s Mistrem“, a pro děti divadelní pohádka a zpívaný pořad. V roce 2016 se stala známou písní Evropo dýchej, která reaguje na uprchlickou krizi v Evropě. V roce 2017 s manželem nazpívali volební klip Já volím SPD na podporu strany Svoboda a přímá demokracie Tomia Okamury.
Kromě hudby se Olivie Žižková věnuje i herectví, ztvárnila několik menších rolí ve filmech a TV seriálech.